# Flughafen Londrina

i8
i11
i13
Der Flughafen Londrina (portugiesisch Aeroporto de Londrina, (IATA-Code: LDB, ICAO-Code: SBLO)) ist ein Flughafen in der Nähe der brasilianischen Stadt Londrina.
Der Flughafen Londrina befindet sich am Südostrand der Stadt und bietet Linienflüge in andere brasilianische Städte.

## Zwischenfälle
- Am 14. September 1969 stürzte eine Douglas DC-3/C-47B-20-DK der brasilianischen Viação Aérea São Paulo (VASP) (Luftfahrzeugkennzeichen PP-SPP) bei der Rückkehr zum Flughafen Londrina ab. Fünfzig Minuten nach dem Start musste das linke Triebwerk abgestellt werden, woraufhin die Piloten zum Startflughafen zurückkehrten. Im Anflug auf die Landebahn 12 sollte durchgestartet werden, aber beim Gasgeben geriet das Flugzeug in eine scharfe Linkskurve und stürzte ab. Alle 20 Insassen, sechs Besatzungsmitglieder und 14 Passagiere, kamen ums Leben.[5]